# Giambattista Dufort
Œuvres principales
Trattato del ballo nobile (1728)
Giambattista Dufort (vers 1680 - après 1728) est un danseur et maître à danser, sujet du royaume de France puis de Sicile.

## Biographie
En 1697, il danse à l'Académie royale de musique de Paris, notamment dans la pastorale héroïque Issé de Destouches et dans l'opéra-ballet L'Europe galante d'André Campra. Il apprend la notation de la danse auprès de Beauchamp et Feuillet.
Il émigre au royaume de Sicile et s'installe à Naples où il est maestro di ballo del Ducale Collegio de' Nobili di Parma de 1709 à 1713. Il compose les ballets de plusieurs opéras, dont La fede riconosciuta d'Alessandro Scarlatti (1710).
En 1728, il y publie un Trattato del ballo nobile qui décrit essentiellement le répertoire des danses de bal de son temps, dont le menuet et ses ornements.
Gennaro Magri a été fortement inspiré par Dufort dans l'écriture de son Trattato teorico-prattico di ballo (1779). 